# Rosemount (Minnesota)
Rosemount város az USA Minnesota államában, Dakota megyében. Lakosainak száma 25 650 fő (2020. április 1.).

## Népesség
A település népességének változása:

| 2010 | 21 874 |
| 2020 | 25 650 |